# Fédération libyenne de basket-ball
La Fédération libyenne de basket-ball (Libyan Arab Basketball Federation) est une association, fondée en 1961, chargée d'organiser, de diriger et de développer le basket-ball en Libye.
La Fédération représente le basket-ball auprès des pouvoirs publics ainsi qu'auprès des organismes sportifs nationaux et internationaux et, à ce titre, la Libye dans les compétitions internationales. Elle défend également les intérêts moraux et matériels du basket-ball libyen. Elle est affiliée à la FIBA depuis 1961, ainsi qu'à la FIBA Afrique.
La Fédération organise également le championnat national.